# 长则塔墓
长则塔墓是一座明代古墓葬，位于山西省晋中市平遥县襄垣乡长则村。
1982年10月10日，长则塔墓公布为平遥县文物保护单位。